# فيكل (أغنية)
فيكل (بالإنجليزية: Vehicle) أغنية سجلها فريق الروك الأمريكي «ايدز اوف مارش The Ides of March» لألبوم الاستوديو الأول الذي يحمل نفس الاسم عام 1970. صدرت كأغنية رئيسية على الألبوم في مارس 1970.
كتب الأغنية المغني ورئيس الفريق جيم بيتريك، وهي تدور حول فتاة كانت تستخدم حبيبها في كثير من الأحيان كوسيلة للتنقل، مما دفع بيتريك إلى الاعتقاد بأنه كان أكثر بقليل من «سيارتها». يتشابه أداء الفريق وصوت المغني من أداء وصوت فريق «بلود سوت آند تيرز»، مما جعل بعض المستمعين يخطئون في أن الفريق هو «بلود سوت آند تيرز Blood, Sweat and Tears».
حققت الأغنية نجاحًا تجاريًا، وكان يُزعم أنها الأغنية الأسرع مبيعًا في تاريخ شركة وارنر براذارز في ذلك الوقت. بلغت الأغنية ذروتها في المركز الثاني على قائمة هوت بيلبورد في الولايات المتحدة، بينما وصلت إلى منطقة أفضل خمس أغاني في كندا وعلى قائمة أفضل 30 أغنية في المملكة المتحدة. على الرغم من ذلك، لم يكن لدى الفريق أي أغنية أخرى ناجحة، مما وضع الفريق في قائمة تسمى "عجائب الفرق ذات الأغنية الواحدة الناجحة one-hit wonders".

## طاقم العزف والتسجيل
- جيم بيترك: جيتار
- لاري ميلاس: جيتار
- بوب بيرغلاند: باس
- مايك بورش: طبول
- سكوت ماي: لوحات المفاتيح (كيبورد)
- تيم باليس: ترومبيت
- هنري سالغادو: الترومبون
- ستيف آيزن: ساكسفون[10]

## كلمات الأغنية
مرحبًا، أنا الغريب الودود في سيارة السيدان السوداء Hey well I'm the friendly stranger in the black sedan
ألا تقفز داخل سيارتي Won’t you hop inside my car
لدي صور وعندي الحلوى أنا رجل محبوب I got pictures got candy I am a lovable man
أود اصطحابك إلى أقرب نجم I'd like to take you to the nearest star
أنا سيارتك يا صغيرتي I'm your vehicle baby
سآخذك إلى أي مكان تريد الذهاب إليه I'll take you anywhere you wanna go
أنا سيارتك يا امرأة I'm your vehicle woman
الآن أنا متأكد من أنك تعلم أنني أحبك By now I'm sure you know that I love ya
احتاج اليك I need ya
أريدك.. أود أن أحصل عليك يا صغيرة I want you got to have you child
الله العظيم في السماء.. تعلم اني احبك Great God in heaven you know I love you
حسنًا، إذا كنت تريد أن تكون نجمًة سينمائيًة، فقد حصلت على تذكرة سفر إلى هوليوود Well if you want to be a movie star I got the ticket to Hollywood
إذا كنت تريد أن تظل كما أنت تمامًا، فأنت تعلم أنني أعتقد أنه يجب عليك ذلك If you want to stay just like you are you know I think you really should
أنا سيارتك يا صغيرتي I'm your vehicle baby

## وصلات خارجية
https://www.songfacts.com/facts/the-ides-of-march/vehicle فيكل (أغنية)
https://theidesofmarch.com/ فيكل (أغنية)
https://bestclassicbands.com/ides-march-vehicle-3-15-199/ فيكل (أغنية)